# Hryhorij Bohemski
Hryhorij Hryhorowycz Bohemski (ukr. Григорій Григорович Богемський, ros. Григорий Григорьевич Богемский, Grigorij Grigorjewicz Bogiemski; ur. 1895 w Odessie, Imperium Rosyjskie, zm. 1957, w Pradze, Czechosłowacja) – ukraiński piłkarz, grający na pozycji napastnika.

## Kariera piłkarska

### Kariera klubowa
W 1911 rozpoczął karierę piłkarską w drużynie Wega Odessie, skąd w następnym roku przeszedł do Sporting-Klub Odessa. W 1917 został piłkarzem klubu ROS Odessa. W 1920 emigrował najpierw do Bułgarii, a potem do Czechosłowacji, gdzie występował w klubach Ruś Użhorod i Viktoria Žižkov. W 1927 zakończył karierę piłkarską.

### Kariera reprezentacyjna
Bronił barw reprezentacji Odessy (1911–1919).
14 września 1913 debiutował w reprezentacji Imperium Rosyjskiego w zremisowanym meczu z Norwegią.

## Sukcesy i odznaczenia

### Sukcesy klubowe
- mistrz Imperium Rosyjskiego w składzie drużyny Odessy: 1913
- mistrz Odessy: 1914, 1916
- wicemistrz Odessy: 1912, 1915
- mistrz Czechosłowacji spośród studentów: 1923

### Sukcesy indywidualne
- król strzelców mistrzostw Odessy: 1911/12